# Dysmachus kuznetzovi
Dysmachus kuznetzovi là một loài ruồi trong họ Asilidae. Dysmachus kuznetzovi được Lehr miêu tả năm 1996. Loài này phân bố ở vùng Cổ Bắc giới.